# つぶし合いクイズ!悪意の矢
『つぶし合いクイズ!悪意の矢』（つぶしあいクイズ!あくいのや）とは、2020年9月28日の、22:30 - 23:50で日本テレビYouTube公式チャンネルおよびHuluで生配信、23:59 - 0:54の月曜プラチナイト（日本テレビ）で生放送されたクイズ番組である。

## 概要
秋元康企画によるクイズ番組。日本テレビ公式YouTubeチャンネルとHuluによる生配信から開始し、放送時間内で勝ち残った者がそのまま地上波での生放送へと進み最後の一組を決めていく。

## ルール
- 放送は地上波放送前に日本テレビ公式YouTubeチャンネルとHuluによる生配信によって行われる「第1部（予選）」と地上波本放送である「第2部（決勝）」に分かれて行う。
- 親となる「KILLER」は出題後の様子や態度などを踏まえ不正解だと思う解答者を指名。解答者が不正解の場合はその解答者は即刻退場となる。正解だった場合はその解答者にKILLERが入れ替わる。[1][2]。正解・不正解に関わらず問題は1問につき1組の指名のみで行われる。
- 第1部の最初のKILLERは解答者の中で最年長者（2回とも水道橋）が、第2部は第1部の最後にKILLERだった解答者が引き続き行う。
- 解答は第1部では指名された解答者のみが口頭で解答、第2部では全組モニターへの筆答で行い、正解発表時には適宜全員の解答も紹介される。2人組で参加する解答者は相談も可。
- 一部解答者はスケジュールの都合により途中参加となる場合もあり、その場合はその時点で出題されている問題から参加することとなる。
- 最後まで生き残った解答者が優勝となり賞金100万円を獲得。しかし、第1回では時間の都合により生き残ったJO1と乃木坂46の2組で100万円を山分け。第2回も時間の都合により生き残った森田と宮崎がじゃんけんで勝負し勝利した森田が100万円を獲得した。

## 出演者

### 司会・進行
MC
- 加藤浩次（極楽とんぼ）
- 指原莉乃

実況
- 安村直樹（日本テレビアナウンサー）

### 解答者（ゲスト）
第1回
- 地上波放送（第2部）開始時点で残っていた解答者
  - 池田美優（みちょぱ）
  - JO1（川尻蓮・河野純喜）
  - DJ松永（Creepy Nuts）
  - 乃木坂46（北川悠理・山崎怜奈）
  - 花田優一
  - 原田龍二
  - 藤本敏史（FUJIWARA）
  - フワちゃん
  - 宮崎謙介

- ネット配信（第1部）の時点で敗退・退場し、地上波に出演できなかった解答者
  - いしだ壱成
  - 加藤将
  - KOUGU維新（きつね）
  - 須田亜香里（SKE48）
  - 水道橋博士（浅草キッド）
  - 豊田真由子
  - ナダル（コロコロチキチキペッパーズ）
  - ニューヨーク
  - パパラピーズ（YouTuber）

第2回
- 地上波放送（第2部）開始時点で残っていた解答者
  - 笠松将
  - 水道橋博士（浅草キッド）
  - Snow Man（阿部亮平・向井康二）
  - JKボンバーズ（インポッシブル）
  - 花田優一
  - 日向坂46（加藤史帆・佐々木久美）
  - 宮崎謙介
  - 森田哲矢（さらば青春の光）
  - 吉住

- ネット配信（第1部）の時点で敗退・退場し、地上波に出演できなかった解答者
  - 安藤美姫
  - 歌広場淳（ゴールデンボンバー）
  - 木下隆行（TKO）
  - 那須川天心
  - NANAMI
  - ねお
  - 福田萌子
  - ぺこぱ
  - 本並健治・丸山桂里奈 夫妻
  - マヂカルラブリー
  - 松田ゆう姫

## 優勝者
- 第1回（2020年9月28日）：JO1（川尻蓮・河野純喜）、乃木坂46（北川悠理・山崎怜奈）
- 第2回（2021年1月18日）：森田哲矢（さらば青春の光）

## ネット局
| 放送対象地域   | 放送局                    | 系列                                         | 放送日時                                | ネット     | 備考   |
| -------------- | ------------------------- | -------------------------------------------- | --------------------------------------- | ---------- | ------ |
| 関東広域圏     | 日本テレビ（NTV）         | 日本テレビ系列                               | 2020年9月28日（月） ほか 23:59 - 翌0:54 | 制作局     | 制作局 |
| 北海道         | 札幌テレビ（STV）         | 日本テレビ系列                               | 2020年9月28日（月） ほか 23:59 - 翌0:54 | 同時ネット |        |
| 青森県         | 青森放送（RAB）           | 日本テレビ系列                               | 2020年9月28日（月） ほか 23:59 - 翌0:54 | 同時ネット |        |
| 岩手県         | テレビ岩手（TVI）         | 日本テレビ系列                               | 2020年9月28日（月） ほか 23:59 - 翌0:54 | 同時ネット |        |
| 宮城県         | ミヤギテレビ（MMT）       | 日本テレビ系列                               | 2020年9月28日（月） ほか 23:59 - 翌0:54 | 同時ネット |        |
| 秋田県         | 秋田放送（ABS）           | 日本テレビ系列                               | 2020年9月28日（月） ほか 23:59 - 翌0:54 | 同時ネット |        |
| 山形県         | 山形放送（YBC）           | 日本テレビ系列                               | 2020年9月28日（月） ほか 23:59 - 翌0:54 | 同時ネット |        |
| 福島県         | 福島中央テレビ（FCT）     | 日本テレビ系列                               | 2020年9月28日（月） ほか 23:59 - 翌0:54 | 同時ネット |        |
| 山梨県         | 山梨放送（YBS）           | 日本テレビ系列                               | 2020年9月28日（月） ほか 23:59 - 翌0:54 | 同時ネット |        |
| 新潟県         | テレビ新潟（TeNY）        | 日本テレビ系列                               | 2020年9月28日（月） ほか 23:59 - 翌0:54 | 同時ネット |        |
| 長野県         | テレビ信州（TSB）         | 日本テレビ系列                               | 2020年9月28日（月） ほか 23:59 - 翌0:54 | 同時ネット |        |
| 静岡県         | 静岡第一テレビ（SDT）     | 日本テレビ系列                               | 2020年9月28日（月） ほか 23:59 - 翌0:54 | 同時ネット |        |
| 富山県         | 北日本放送（KNB）         | 日本テレビ系列                               | 2020年9月28日（月） ほか 23:59 - 翌0:54 | 同時ネット |        |
| 石川県         | テレビ金沢（KTK）         | 日本テレビ系列                               | 2020年9月28日（月） ほか 23:59 - 翌0:54 | 同時ネット |        |
| 福井県         | 福井放送（FBC）           | 日本テレビ系列 テレビ朝日系列                | 2020年9月28日（月） ほか 23:59 - 翌0:54 | 同時ネット |        |
| 中京広域圏     | 中京テレビ（CTV）         | 日本テレビ系列                               | 2020年9月28日（月） ほか 23:59 - 翌0:54 | 同時ネット |        |
| 近畿広域圏     | 読売テレビ（ytv）         | 日本テレビ系列                               | 2020年9月28日（月） ほか 23:59 - 翌0:54 | 同時ネット |        |
| 鳥取県・島根県 | 日本海テレビ（NKT）       | 日本テレビ系列                               | 2020年9月28日（月） ほか 23:59 - 翌0:54 | 同時ネット |        |
| 広島県         | 広島テレビ（HTV）         | 日本テレビ系列                               | 2020年9月28日（月） ほか 23:59 - 翌0:54 | 同時ネット |        |
| 山口県         | 山口放送（KRY）           | 日本テレビ系列                               | 2020年9月28日（月） ほか 23:59 - 翌0:54 | 同時ネット |        |
| 徳島県         | 四国放送（JRT）           | 日本テレビ系列                               | 2020年9月28日（月） ほか 23:59 - 翌0:54 | 同時ネット |        |
| 香川県・岡山県 | 西日本放送（RNC）         | 日本テレビ系列                               | 2020年9月28日（月） ほか 23:59 - 翌0:54 | 同時ネット |        |
| 愛媛県         | 南海放送（RNB）           | 日本テレビ系列                               | 2020年9月28日（月） ほか 23:59 - 翌0:54 | 同時ネット |        |
| 高知県         | 高知放送（RKC）           | 日本テレビ系列                               | 2020年9月28日（月） ほか 23:59 - 翌0:54 | 同時ネット |        |
| 福岡県         | 福岡放送（FBS）           | 日本テレビ系列                               | 2020年9月28日（月） ほか 23:59 - 翌0:54 | 同時ネット |        |
| 長崎県         | 長崎国際テレビ（NIB）     | 日本テレビ系列                               | 2020年9月28日（月） ほか 23:59 - 翌0:54 | 同時ネット |        |
| 熊本県         | くまもと県民テレビ（KKT） | 日本テレビ系列                               | 2020年9月28日（月） ほか 23:59 - 翌0:54 | 同時ネット |        |
| 大分県         | テレビ大分（TOS）         | 日本テレビ系列 フジテレビ系列                | 2020年9月28日（月） ほか 23:59 - 翌0:54 | 同時ネット |        |
| 宮崎県         | テレビ宮崎（UMK）         | フジテレビ系列 日本テレビ系列 テレビ朝日系列 | 2020年9月28日（月） ほか 23:59 - 翌0:54 | 同時ネット |        |
| 鹿児島県       | 鹿児島讀賣テレビ（KYT）   | 日本テレビ系列                               | 2020年9月28日（月） ほか 23:59 - 翌0:54 | 同時ネット |        |

## スタッフ
- 企画：秋元康（第2回、第1回は監修兼務）
- 演出：中村文彦
- 出題ナレーション：滝菜月（日本テレビアナウンサー）
- 構成：酒井健作、矢野了平、澤井直人
- 問題作成：水野圭祐
- 問題裏取り（第2回）：大澤悠平（第2回）
- TM：望月達史
- TD：鈴木昭博
- SW：蔦佳樹
- CAM：岩永雅允
- MIX：山本慎吾
- VE：柳澤圭祐
- 音効：浅井孟義、林正貴（林→第2回）
- 照明：井口弘一郎
- CG：古川滋彦、高木陽基、出口理瑛（高木・出口→第2回）
- ECG：宮前芳恵、馬屋原彩咲（馬屋原→第2回）
- 編集：橋本治、都築嵩史（都築→第2回）
- MA：森川享祐
- 美術プロデューサー：栗原純二、葛西剛太
- デザイナー：北村春美
- 大道具：相馬勇
- 技術協力：NiTRo、インターナショナルクリエイティブ
- 美術協力：日テレアート
- 写真協力：アフロ
- 編成：河野雄平
- 宣伝：齋藤貴美子
- 配信：中塚貴裕、井上統暉
- デスク：小林祐子
- TK：長坂真由美
- チーフディレクター：本田拓也（第2回）
- ディレクター：東海林明、髙橋昴平、関口正樹、谷岡仁、川名良和（合同会社フロアANDカンパニー）、前田大輔/石井広和、池永峻、唐澤泉恵、橘沙耶、竹内遥（東海林・関口・石井・池・唐澤・橘・竹内→第2回）
- プロデューサー：横澤俊之、鈴木将大、井上裕次、木内美歩（スクイズ）/横山優花、林田枝利奈、濱本理子（鈴木・横山・林田・濱本→第2回、濱本→第1回はAP）
- チーフプロデューサー：江成真二（第2回）
- 制作協力（第2回）：テレバイダー、スクイズ（第2回）
- 製作著作：日本テレビ

### 過去のスタッフ
- CG：与谷輔、安田朝実（第1回）
- VIZ：坂口剛謙、園田悠之佑（第1回）
- メイク：奥松かつら（第1回）
- 配信：宮内聡（第1回）
- 演出補：清野翔太郎、松本美久（第1回）
- ディレクター：田中雄大（第1回）
- チーフディレクター：前田朗光（カスタム、第1回）
- AP：林貴恵（第1回）
- チーフプロデューサー：横田崇（第1回）